# Ben Mendelsohn

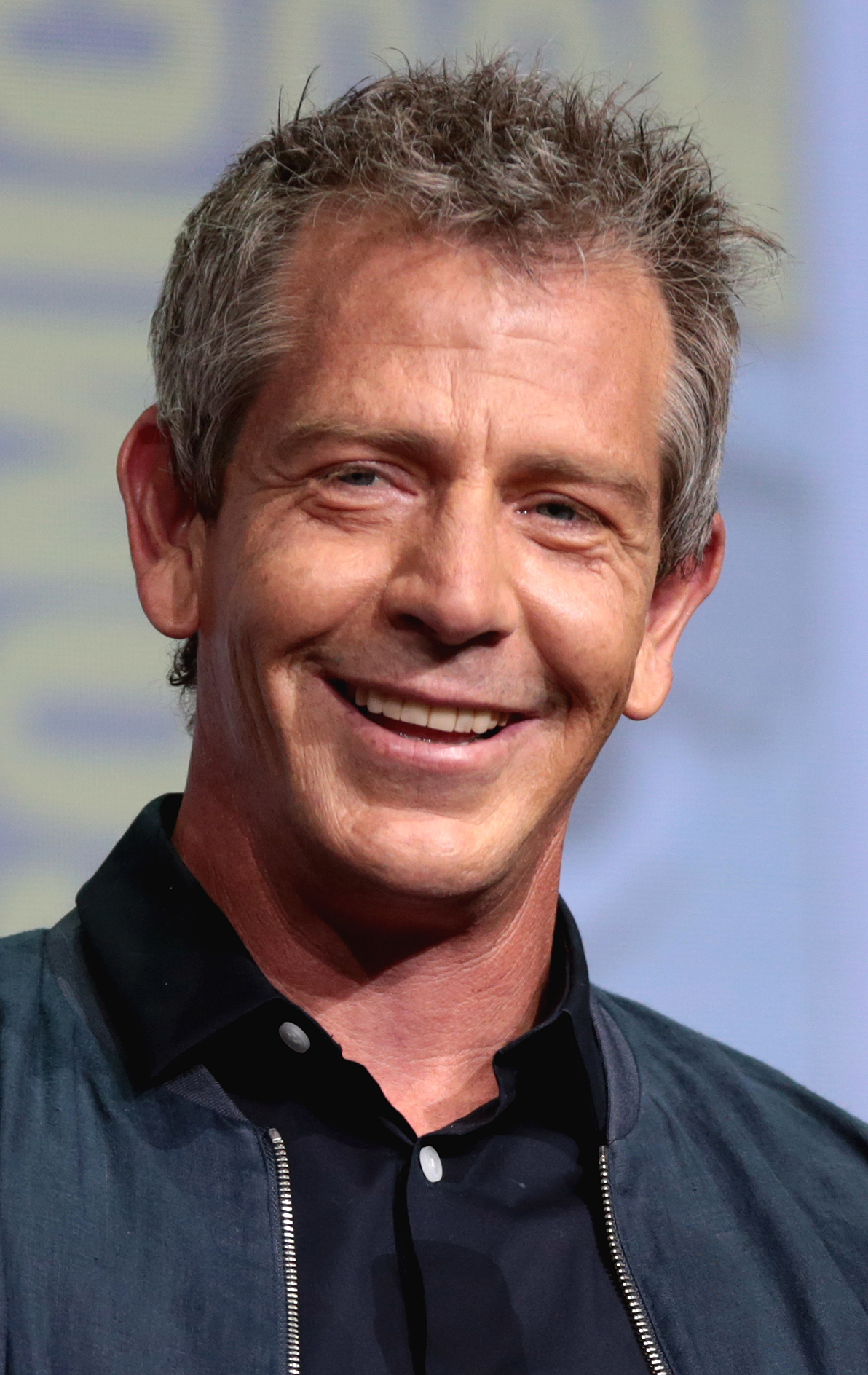
Ben Mendelsohn auf der Comic-Con in San Diego 2017

Paul Benjamin „Ben“ Mendelsohn (* 3. April 1969 in Melbourne) ist ein australischer Schauspieler und Musiker.

## Karriere
Nach einigen Fernsehrollen – wie ein Großteil australischer Schauspieler spielte Mendelsohn einige Zeit in der Seifenoper Nachbarn mit – machte der junge Schauspieler 1987 im Film Das Jahr meiner ersten Liebe auf sich aufmerksam, dieser wurde vom Australischen Film Institut ausgezeichnet.
Die nächste Hauptrolle spielte er in Idiot Box, außerdem war er 1994 an der Seite von Hugh Grant, Tara Fitzgerald und Sam Neill in der Komödie Verführung der Sirenen zu sehen. Mendelsohn spielt sowohl in Hollywoodproduktionen als auch in Filmen seines Heimatlandes, wie zum Beispiel im Jahr 2000 in Shifting Sands – Grace von Regisseur Wayne Blair. Im selben Jahr stand er für Regisseur Martin Campbell in Vertical Limit neben Chris O’Donnell, Robin Tunney und Scott Glenn vor der Kamera.
2005 war der Schauspieler in dem Abenteuerfilm The New World zusammen mit Colin Farrell und Christopher Plummer auf der Kinoleinwand zu sehen. Auch in dem Monumentalfilm Australia spielte der Schauspieler mit. Er verkörpert darin neben seinen Landsleuten Nicole Kidman und Hugh Jackman die Rolle des Captain Emmett Dutton. Für seine Serienrolle als Danny Rayburn in Bloodline gewann er 2016 den Emmy als bester Nebendarsteller in einer Dramaserie.
Mit Rogue One: A Star Wars Story erhielt er 2016 erneut eine Hauptrolle. In dem Star-Wars-Spin-off verkörperte er den Imperialen Offizier Orson Krennic, dessen Figur auch in die Serien Andor und Star Wars: The Bad Batch, sowie das Spiel Battlefront Einzug erhielt.
2018 spielte er in dem dystopischen Science-Fiction-Film Ready Player One den Hauptantagonisten Nolan Sorrento.
Ende Juni 2020 wurde Ben Mendelsohn ein Mitglied der Academy of Motion Picture Arts and Sciences.

## Privates
Ben Mendelsohn ist der Sohn des Arztes Frederick Mendelsohn, dieser leitet das Howard Florey Institute in Melbourne. Neben seiner Tätigkeit als Schauspieler spielt Ben Mendelsohn auch als Musiker in einer Band.
Mendelsohn war von 2012 bis zur Scheidung 2016 mit der britisch-amerikanischen Journalistin Emma Forrest verheiratet. Aus der Beziehung stammt eine 2014 geborene Tochter.

## Filmografie (Auswahl)
- 1986–1987: Nachbarn (Neighbours, Seifenoper)
- 1987: Das Jahr meiner ersten Liebe (The Year My Voice Broke)
- 1990: Der große Klau (The Big Steal)
- 1990: Quigley der Australier (Quigley down under)
- 1992: Spotswood
- 1994: Verführung der Sirenen (Sirens)
- 1996: Cosi
- 2000: Witzige Leute (Sample People)
- 2000: Shifting Sands – Grace
- 2000: Vertical Limit
- 2005: The New World
- 2008: Australia
- 2009: Knowing – Die Zukunft endet jetzt (Knowing)
- 2009: Tangle (Fernsehserie, 10 Episoden)
- 2010: Königreich des Verbrechens (Animal Kingdom)
- 2011: Trespass
- 2011: Killer Elite
- 2012: Killing Them Softly
- 2012: The Dark Knight Rises
- 2013: The Place Beyond the Pines
- 2013: Tage am Strand (Adore)
- 2013: Girls (Fernsehserie, Episode 2x07)
- 2013: Mauern der Gewalt (Starred Up)
- 2014: Lost River
- 2014: Black Sea
- 2014: Exodus: Götter und Könige (Exodus: Gods and Kings)
- 2015: Slow West
- 2015: Dirty Trip (Mississippi Grind)
- 2015–2017: Bloodline (Fernsehserie, 24 Episoden)
- 2016: Rogue One: A Star Wars Story
- 2017: Die dunkelste Stunde (Darkest Hour)
- 2018: Ready Player One
- 2018: Land der Gewohnheit (The Land of Steady Habits)
- 2018: Robin Hood
- 2019: Captain Marvel
- 2019: Spider-Man: Far From Home
- 2019: The King
- 2019: Milla Meets Moses (Babyteeth)
- 2019: The Outsider (Fernsehserie, 10 Episoden)
- 2021: Cyrano
- 2023: Star Wars: The Bad Batch (Fernsehserie, Episode 2x15, Stimme)
- 2023: Secret Invasion (Fernsehserie, 5 Episoden)
- 2023: Catch the Killer (Misanthrope)
- 2023: Das Erwachen der Jägerin (The Marsh King’s Daughter)
- 2024: Freaky Tales
- 2024: The New Look (Fernsehserie, 10 Episoden)
- 2025: Andor (Fernsehserie, 5 Episoden)